# Grand Prix Monaka 2000
Grand Prix Monaka LVIII Grand Prix Automobile de Monaco
- 4. červen 2000
- Okruh Monte Carlo
- 78 kol x 3,370 km = 262,860 km
- 653. Grand Prix
- 8. vítězství Davida Coultharda
- 126. vítězství pro McLaren

## Výsledky
| Pozice | Jezdec                | Vůz             | Čas         |
| ------ | --------------------- | --------------- | ----------- |
| 1      | David Coulthard       | McLaren MP4/15  | 1:49'28.213 |
| 2      | Rubens Barrichello    | Ferrari F1-2000 | á 0:15:889  |
| 3      | Giancarlo Fisichella  | Benetton B200   | á 0:18:522  |
| 4      | Eddie Irvine          | Jaguar R1       | á 1:05:924  |
| 5      | Mika Salo             | Sauber C19      | á 1:20:775  |
| 6      | Mika Häkkinen         | McLaren MP4/15  | á 1 kolo    |
| 7      | Jacques Villeneuve    | BAR 002         | á 1 kolo    |
| 8      | Nick Heidfeld         | Prost AP03      | á 1 kolo    |
| 9      | Johnny Herbert        | Jaguar R1       | á 2 kola    |
| 10     | Heinz-Harald Frentzen | Jordan EJ10     | á 8 kol     |
| Kolo   | Odstoupili            | -               | -           |
| 60     | Jos Verstappen        | Arrows A21      | Mimo trať   |
| 55     | Michael Schumacher    | Ferrari F1-2000 | Přehřátí    |
| 48     | Ricardo Zonta         | BAR 002         | Mimo trať   |
| 37     | Ralf Schumacher       | Williams FW22   | Mimo trať   |
| 36     | Jarno Trulli          | Jordan EJ10     | Převodovka  |
| 30     | Pedro Diniz           | Sauber C19      | Mimo trať   |
| 29     | Jean Alesi            | Prost AP03      | Rozvodovka  |
| 22     | Gaston Mazzacane      | Minardi M02     | Mimo trať   |
| 21     | Marc Gene             | Minardi M02     | Převodovka  |
| 18     | Alexander Wurz        | Benetton B200   | Mimo trať   |
| 16     | Jenson Button         | Williams FW22   | Motor       |
|        | Nestartoval           |                 |             |
|        | Pedro de la Rosa      | Arrows A21      |             |

### Nejrychlejší kolo
- Mika HAKKINEN McLaren Mercedes 	1'21,571 - 148.729 km/h

### Vedení v závodě
- 1-55 kolo Michael Schumacher
- 54-78 kolo David Coulthard

### Postavení na startu
- Modře – startoval z boxu

| 1. řada  | 2                     | 1                  |
|          | Jarno Trulli          | Michael Schumacher |
|          | Jordan                | Ferrari            |
|          | 1'19.746              | 1'19.475           |
| 2. řada  | 4                     | 3                  |
|          | Heinz-Harald Frentzen | David Coulthard    |
|          | Jordan                | McLaren            |
|          | 1'19.961              | 1'19.888           |
| 3. řada  | 6                     | 5                  |
|          | Rubens Barrichello    | Mika Häkkinen      |
|          | Ferrari               | McLaren            |
|          | 1'20.416              | 1'20.241           |
| 4. řada  | 8                     | 7                  |
|          | Giancarlo Fisichella  | Jean Alesi         |
|          | Benetton              | Prost              |
|          | 1'20.703              | 1'20.494           |
| 5. řada  | 10                    | 9                  |
|          | Eddie Irvine          | Ralf Schumacher    |
|          | Jaguar                | Williams           |
|          | 1'20.743              | 1'20.742           |
| 6. řada  | 12                    | 11                 |
|          | Alexander Wurz        | Johnny Herbert     |
|          | Benetton              | Jaguar             |
|          | 1'20.871              | 1'20.792           |
| 7. řada  | 14                    | 13                 |
|          | Jenson Button         | Mika Salo          |
|          | Williams              | Sauber             |
|          | 1'21.605              | 1'21.561           |
| 8. řada  | 16                    | 15                 |
|          | Pedro de la Rosa      | Jos Verstappen     |
|          | Arrows                | Arrows             |
|          | 1'21.832              | 1'21.738           |
| 9. řada  | 18                    | 17                 |
|          | Nick Heidfeld         | Jacques Villeneuve |
|          | Prost                 | BAR                |
|          | 1'22.017              | 1'21.848           |
| 10. řada | 20                    | 19                 |
|          | Ricardo Zonta         | Pedro Diniz        |
|          | BAR                   | Sauber             |
|          | 1'22.324              | 1'22.136           |
| 11. řada | 22                    | 21                 |
|          | Gaston Mazzacane      | Marc Gené          |
|          | Minardi               | Minardi            |
|          | 1'23.794              | 1'23.721           |
| -------- | --------------------- | ------------------ |

- 107 % = 1'25"038

### Zajímavosti
- Michael Schumacher zajel 25 pole position
- Ricardo Zonta startoval v 25 GP
- 130 pole position pro Ferrari.
- První bod pro Jaguar (ex Stewart) ve Formuli 1

| Pole position      | Vítězství          | Nej. kolo      |
| Německo            | Spojené království | Finsko         |
| Michael Schumacher | David Coulthard    | Mika Häkkinen  |
| Ferrari F1-2000    | McLaren MP4/15     | McLaren MP4/15 |
| 1'19.475           | 1:49'28.213        | 1'21.571       |
| 152.652 km/h       | 144.072 km/h       | 148.729 km/h   |
| ------------------ | ------------------ | -------------- |

### Stav MS
- Zelená - vzestup
- Červená - pokles

| *  | Jezdec                | Body |
| -- | --------------------- | ---- |
| 1  | Michael Schumacher    | 46   |
| 2  | David Coulthard       | 34   |
| 3  | Mika Häkkinen         | 29   |
| 4  | Rubens Barrichello    | 22   |
| 5  | Giancarlo Fisichella  | 14   |
| 6  | Ralf Schumacher       | 12   |
| 7  | Jacques Villeneuve    | 5    |
| 8  | Heinz-Harald Frentzen | 5    |
| 9  | Jarno Trulli          | 4    |
| 10 | Jenson Button         | 3    |
| 11 | Eddie Irvine          | 3    |
| 12 | Mika Salo             | 3    |
| 13 | Ricardo Zonta         | 1    |
| 14 | Pedro de la Rosa      | 1    |

| * | Vůz      | Body |
| - | -------- | ---- |
| 1 | Ferrari  | 68   |
| 2 | McLaren  | 63   |
| 3 | Williams | 15   |
| 4 | Benetton | 14   |
| 5 | Jordan   | 9    |
| 6 | BAR      | 6    |
| 7 | Sauber   | 3    |
| 8 | Jaguar   | 3    |
| 8 | Arrows   | 1    |

| * | Jezdec         | Body |
| - | -------------- | ---- |
| 1 | Německo        | 63   |
| 2 | Velká Británie | 40   |
| 2 | Finsko         | 32   |
| 4 | Brazílie       | 23   |
| 5 | Itálie         | 18   |
| 6 | Kanada         | 5    |
| 7 | Španělsko      | 1    |